# Hawaii Bowl 2022
Match précédent Match suivant
Le Hawaii Bowl 2022 est un match de football américain de niveau universitaire joué après la saison régulière de 2022, le 24 décembre 2022 au Clarence T. C. Ching Athletics Complex (en) situé à Honolulu dans l'État d'Hawaï aux États-Unis. 
Il s'agit de la 19e édition du Hawaii Bowl.
Le match met en présence l'équipe des Blue Raiders de Middle Tennessee issue de la Conference USA et l'équipe des Aztecs de San Diego State issue de la Mountain West Conference.
Il débute vers 15 heures locales (le 25 décembre vers 02 heures en France) et est retransmis à la télévision par ESPN.
Sponsorisé par la société EasyPost, le match est officiellement dénommé le 2022 EasyPost Hawaii Bowl. 
San Diego State remporte le match sur le score de 25 à 22. 

## Présentation du match
Il s'agit de la 1re rencontre entre les deux équipes.
| Équipes                                                                                                | Couleurs | Conférences | Entraîneurs                       | Stats. saison rég. | Classements avant le bowl | Classements avant le bowl | Classements avant le bowl |
| --- | -------- | ----------- | --------------------------------- | ------------------ | ------------------------- | ------------------------- | ------------------------- |
| Équipes                                                                                                | Couleurs | Conférences | Entraîneurs                       | Stats. saison rég. | CFP                       | AP                        | Coaches                   |
| Blue Raiders de Middle Tennessee                                                                       |          | C-USA       | Rick Stockstill (en) (17e saison) | 7 - 5              | NC                        | NC                        | NC                        |
| Aztecs de San Diego State                                                                              |          | MWC         | Brady Hoke (en) (5e saison)       | 7 - 5              | NC                        | NC                        | NC                        |
| - Arbitre : Edwin Lee (AAC) - Équipe donnée favorite par les bookmakers : San Diego State par 7 points |          |             |                                   |                    |                           |                           |                           |

### Blue Raiders de Middle Tennessee
Avec un bilan global en saison régulière de 7 victoires et 5 défaites (4-4 en matchs de conférence), Middle Tennessee est éligible et accepte l'invitation pour participer au Hawaii Bowl 2022.
Ils terminent 4e de la Conference USA derrière #25 UTSA, North Texas et Western Kentucky.
À l'issue de la saison 2022 (bowl non compris), ils n'apparaissent pas dans les classements CFP, AP et Coaches.
Il s'agit de leur 2e participation au Hawaii Bowl :
| Saisons | Dates            | Vainqueurs                     | Scores  | Finalistes             | Bilan     |
| ------- | ---------------- | ------------------------------ | ------- | ---------------------- | --------- |
| 2016    | 24 décembre 2016 | Rainbow Warriors d'Hawaï (6-7) | 52 - 35 | Middle Tennessee (8–4) | D : 0 - 1 |

| Logo     | Postes                                                  | Joueurs                                                 | Statistiques                                                      |
| -------- | ------------------------------------------------------- | ------------------------------------------------------- | ----------------------------------------------------------------- |
|          | Quarterback                                             | Chase Cunningham                                        | 283/420 passes réussies pour 2 920 yards, 19 TDs, 9 interceptions |
| Coureur  | Frank Peasant                                           | 165 courses pour 750 yards nets gagnés et 11 TDs        |                                                                   |
| Receveur | Jaylin Lane                                             | 59 réceptions pour 829 yards et 4 TDs                   |                                                                   |
| Effectif | Listing et statistiques du roster 2022 des Blue Raiders | Listing et statistiques du roster 2022 des Blue Raiders |                                                                   |

### Aztecs de San Diego State
Avec un bilan global en saison régulière de 7 victoires et 5 défaites (5-3 en matchs de conférence), San Diego State est éligible et accepte l'invitation pour participer au Hawaii Bowl 2022.
Ils terminent 2e de la Division West de la Mountain West Conference derrière Fresno State.
À l'issue de la saison 2022 (bowl non compris), ils n'apparaissent pas dans les classements CFP, AP et Coaches.
Il s'agit de leur2e participation au Hawaii Bowl :
| Saisons | Dates            | Vainqueurs             | Scores  | Finalistes                   | Bilan     |
| ------- | ---------------- | ---------------------- | ------- | ---------------------------- | --------- |
| 2015    | 24 décembre 2015 | San Diego State (11-3) | 42 - 07 | Bearcats de Cincinnati (7-6) | V : 1 - 0 |

| Logo     | Postes                                            | Joueurs                                           | Statistiques                                                      |
| -------- | ------------------------------------------------- | ------------------------------------------------- | ----------------------------------------------------------------- |
|          | Quarterback                                       | Jalen Mayden                                      | 122/194 passes réussies pour 1 721 yards, 10 TDs, 7 interceptions |
| Coureur  | Jordan Byrd                                       | 91 courses pour 389 yards nets gagnés et 4 TDs    |                                                                   |
| Receveur | Mekhi Shaw                                        | 29 réceptions pour 349 yards et 3 TDs             |                                                                   |
| Effectif | Listing et statistiques du roster 2022 des Aztecs | Listing et statistiques du roster 2022 des Aztecs |                                                                   |